# Зевоєнь
Зевоєнь, Зевоєні (рум. Zăvoieni) — село у повіті Вилча в Румунії. Входить до складу комуни Мечука.
Село розташоване на відстані 168 км на захід від Бухареста, 45 км на південний захід від Римніку-Вилчі, 52 км на північ від Крайови.

## Населення
За даними перепису населення 2002 року у селі проживали 259 осіб, усі — румуни. Усі жителі села рідною мовою назвали румунську.